# Kate Morgan
Kate Morgan là một nhân vật hư cấu trong bộ phim truyền hình 24 của kênh Fox. Cô là một đặc vụ tác chiến rất thông minh nhưng lại bốc đồng của CIA tại Luân Đôn. Cô cũng là vợ của một đặc vụ CIA, người đã tự tử khi đang bị giam giữ trong tù vì cáo buộc bán thông tin mật cho Trung Quốc. Yvonne Strahovski là nữ diễn viên thủ vai này trong 24: Live Another Day.

## Tiểu sử
Kate là vợ của cựu đặc vụ CIA Adam Morgan, người đã tự tử sau khi mình bị buộc tội bán bí mật quốc gia của Mỹ cho Trung Quốc. Các công tố viên có ý định buộc tội Morgan vì phản quốc, với mức án tối đa là tù chung thân. Vì điều này mà đồng nghiệp của Kate, Erik Ritter không thích cô ấy, và tin rằng cô nhận thức rõ chồng mình phản bội, bất chấp việc cô vô tội và không hề hay biết gì về chuyện của chồng mình. Hai tháng sau khi Adam bị buộc tội là kẻ phản quốc, Kate bị CIA thẩm vấn nhưng cuối cùng được chứng minh trong sạch. Dù vậy, cô vẫn bị chuyển công tác và trở về Mỹ.

## Xuất hiện
Vài phút sau khi Jack Bauer bị bắt bởi CIA lúc 11:00 sáng, Kate là người đầu tiên nghi ngờ Jack có động cơ bí mật nào đó và tự nguyện để cho mình bị bắt trong khi có thể dễ dàng trốn thoát khỏi sân thượng và không thể bất cẩn để bị bắt như vậy sau khi biệt tăm biệt tích hơn bốn năm. Kate cũng đoán ra rằng anh ở đây để giúp ai đó trốn thoát, khi nghi ngờ của cô về việc Jack tự cài tập tin đánh chặn ở Prague cho mình. Cô vào phòng giam giữ Jack trước khi anh được giao cho Bộ phận Hoạt động Đặc biệt, cô khiến xung điện từ của Jack tăng lên khi nhắc đến việc anh ở đây vì một người nào đó. Hành động này khiến giám sát của cô Steve Navarro phải buộc cô rời đi và nghỉ việc tại trụ sở CIA. Khi rời đi, Kate tấn công người hộ tống mình và đuổi theo Bauer, người đã giải thoát một tù nhân khác ra khỏi Đơn vị đặc biệt, đó là Chloe O'Brian. Kate bao vây Jack và buộc anh phải đầu hàng, anh đã nhấn tín hiệu trên tay mình để báo hiệu cho người bên ngoài nổ tung một cái hố trên nóc giúp Chloe và Jack trốn thoát. Mặc dù phải rời đi, nhưng Navarro đồng ý cho Kate quay trở lại làm việc này.
Sau khi Jack và Chloe trốn thoát, Kate nhờ đến một người quen tên Ken (người làm việc cho cảnh sát địa phương) để kiểm tra điện thoại của Chloe và truy tìm họ đến dự án nhà ở, nơi Jack tìm ra Derek Yates và đồng bọn của hắn. Kate và CIA bắt giữ Jack khi anh đang cố gắng bắt Yates, anh cố cảnh báo cô trước khi bị bắn vào tay bởi Aron Bashir, kẻ buôn thuốc phiện cho Yates, người đã sống sót sau khi bị Jack tấn công trong căn hộ. Jack bỏ chạy xuống cầu thang đến một bãi đổ xe, nơi anh tóm lấy Kate và nói với cô rằng anh đang cố gắng bảo vệ Tổng thống James Heller và cô ấy đang ngáng đường anh. Jack làm cô ngất xỉu và trốn thoát. Sau đó, cô truy lùng Jack đến Đại sứ quán Mỹ tại Luân Đôn và giúp anh lấy chiếc chìa khóa của máy bay không người lái được sử dụng để giết bốn người lính đang phục vụ tại Afghanistan.
Sau khi phát hiện tên khủng bố Margot Al-Harazi có khả năng xâm nhập vào máy bay không người lái bằng thiết bị ghi đè, Kate giúp Jack truy tìm tung tích Margot và ngăn bà ta sử dụng máy bay bị cướp để tấn công các mục tiêu tại Luân Đôn. Theo lệnh của Tổng thống Heller, Kate đi thực hiện chiến dịch ngầm với Jack và bị tra tấn tại nơi của một tay buôn vũ khí, người có thể biết vị trí của Margot cho đến khi MI5 đột kích vào đó. Sau khi nhận được thông tin xác nhận con gái của Margot là Simone bị tông bởi xe buýt và được đưa tới bệnh viện, Kate và Jack đến đó để thẩm vấn cô ta. Sau đó, họ buộc phải chạy trốn khỏi bệnh viện khi Margot tin rằng Simone sẽ khai ra và nhắm mục tiêu bệnh viện để tấn công bằng máy bay hòng bịt miệng cô ta.
Sau khi Jack ngăn chặn Margot, Kate phát hiện nhân viên phân tích tình báo của CIA là Jordan Reed được tìm thấy đã chết. Jack gọi điện cho một người bạn để thu thập thêm thông tin về tên sát thủ và bằng chứng chỉ ra Navarro có liên quan. Sau khi Navarro phát hiện ra Jack nghi ngờ mình và chạy trốn cùng với thiết bị ghi đè, Kate hay tin rằng chính Navarro là người ăn cắp thông tin mật và bán cho Trung Quốc và chồng cô hoàn toàn vô tội. Khi Navarro bị bắt, Kate giả vờ mình muốn trả thù để hắn nói ra thông tin cho họ truy tìm Adrian Cross, người đang sở hữu thiết bị ghi đè. Trong lúc đang truy tìm Cross, Kate và Jack bị tấn công bởi những tay súng làm việc cho Đại sứ quán Nga sau khi Tham mưu trưởng Nhà trắng Mark Boudreau đưa cho người Nga quyền truy cập đến một tần số được Jack sử dụng.
Kate và Jack đẩy lùi thành công cuộc tấn công từ người Nga. Sau đó họ đi theo tín hiệu GPS cuối cùng về nơi thiết bị ghi đè đang hoạt động và tìm thấy Cross cùng với các thành viên của Open Cell đã chết cùng với đoạn ghi âm của Chloe có giọng nói của Cheng Zhi trong đó. Họ phát hiện ra Cheng dùng thiết bị ghi đè để giúp người Nga kích động một cuộc chiến tranh giữa Mỹ và Trung Quốc. Kate và Jack cố gắng xác định vị trí của Cheng với sự hỗ trợ của Mark và định vị một cái điện thoại được mã hóa với vị trí của Cheng. Khi Cheng gửi cho Jack một tấm hình Audrey Boudreau là mục tiêu của một tay bắn tỉa, Kate cố gắng cứu cô ấy để Jack có thể bám theo Cheng. Kate giải cứu thành công Audrey từ tay bắn tỉa nhưng không thể cứu cô ấy từ tay súng thứ hai tấn công vài phút sau đó. Sáng hôm sau, Kate nộp bản báo cáo nhiệm vụ cho Erik Ritter, sau đó cô để lại súng với phù hiệu của mình và rời khỏi CIA.

## Nhận xét
TVLine đã khen ngợi diễn xuất của Strahovski trong Live Another Day và nói rằng Kate Morgan giống như phiên bản nữ của Jack Bauer. Báo New York Daily News nói rằng cô đã chứng minh cho mọi người thấy rằng mình rất hợp với những vai diễn điệp viên và không hề có sự so sánh nào quá khác biệt giữa diễn xuất nghiêm túc của Yvonne trong vai Kate Morgan và diễn xuất nhẹ nhàng khi vào vai Đặc vụ CIA Sarah Walker trong loạt phim truyền hình Chuck.